# Knut Arvidsson (Sparre över stjärna)
Knut Arvidsson (Sparre över stjärna), död 1459, var en svensk häradshövding.

## Biografi
Knut Arvidsson (Sparre över stjärna) var son till häradshövdingen Arvid Jönsson och Ingegärd Petersdotter. Han var 14 december 1438 väpnare och 1458 häradshövding i Kinds härad. Knut Arvidsson avled 1459.

### Egendom
Knut Arvidsson ägde gården Smedjeby på Öland som han sålde 7 juni 1453 och Torpa i Länghems socken.

### Familj
Knut Arvidsson var gift med Christina Gunnarsdotter, dotter av Gunnar Gylta och Märta Bragde i Påtorp. De fick tillsammans barnen riksrådet Arvid Knutsson (Sparre över stjärna), Märta Knutsdotter som var gift med häradshövdingen Bror Buth i Ås härad, Ingrid Knutsdotter som var gift med Håkan Karlsson Tun, Brita Knutsdotter som var gift med Knut Halvardsson, och Karin Knutsdotter.